# Marco De Luigi
Marco De Luigi (21 marzo 1978) è un ex calciatore sammarinese, di ruolo attaccante.

## Carriera

### Club
Dal 2001 ha sempre militato in squadre sammarinesi o di basse serie italiane.

### Nazionale
Dal 1999 al 2007 ha rappresentato la nazionale sammarinese, con la quale ha collezionato 18 presenze.